# Фарадејев закон електромагнетске индукције
Фарадејев закон електромагнетске индукције (скраћено, Фарадејев закон) је основни закон електромагнетизма који предвиђа како ће магнетно поље ступити у интеракцију са електричним колом да би произвело електромоторну силу (ЕМС) - феномен познат као електромагнетна индукција. То је основни принцип рада трансформатора, индуктора и многих врста електромотора, генератора и соленоида.
Фарадејев закон електромагнетске индукције даје однос промене магнетског флукса кроз површину {\displaystyle S} ограниченом контуром {\displaystyle C} и електричног поља дуж те контуре:
{\displaystyle \oint _{C}E\cdot dl=-{\frac {d}{dt}}\int _{S}B\cdot dS}
где је {\displaystyle E} електрично поље, {\displaystyle dl} је инфинитезимални елемент контуре {\displaystyle C} и {\displaystyle B} је густина магнетског флукса. Смер контуре {\displaystyle C} и {\displaystyle dS} одређују се правилом десне руке.
Еквивалентно, диференцијални облик Фарадејевог закона је:
{\displaystyle \nabla \times E=-{\frac {\partial B}{\partial t}}}
што је једна од Максвелових једначина.
У случају калема где проводници сачињавају {\displaystyle N} навојака, израз постаје:
{\displaystyle V=-N{\frac {d\Phi }{dt}}}
где је {\displaystyle V} индукована електромоторна сила а {\displaystyle {\frac {d\Phi }{dt}}} је брзина промене у времену магнетног флукса {\displaystyle \Phi }. Смер електромоторне силе (негативан знак у изразу) је први пут дата Ленцовим законом. Фарадејев закон, заједно са осталим законима електромагнетизма, је касније уграђен у Максвелове једначине. Фарадејев закон је заснован на Мајкл Фарадејевим експериментима 1831.

## Историја
Електромагнетну индукцију независно су открили Мајкл Фарадеј 1831. и Џозеф Хенри 1832. Фарадеј је први објавио резултате својих експеримената. У првој Фарадејевој експерименталној демонстрацији електромагнетне индукције (29. августа 1831), он је омотао две жице око супротних страна гвозденог прстена (торус) (распоред сличан савременом тороидном трансформатору). На основу своје процене недавно откривених својстава електромагнета, очекивао је да ће, када струја почне да тече у једној жици, нека врста таласа проћи кроз прстен и изазвати неки електрични ефекат на супротној страни. Он је повезао једну жицу са галванометром и посматрао док је другу жицу повезивао са батеријом. Он је уочио пролазну струју (коју је назвао „талас електричне енергије”) када је спојио жицу на батерију, а другу када ју је искључио.‍:182–183 Ова индукција је настала услед промене у магнетном флуксу до чега је дошло када је батерија прикључена и искључена. У року од два месеца, Фарадеј је открио неколико других манифестација електромагнетне индукције. На пример, уочио је пролазне струје када је брзо увукао и извукао штапни магнет у жичану завојницу, и генерисао је сталну (једносмерну) струју ротирајући бакарни диск у близини магнета са клизним електричним проводником („Фарадејев диск").‍:191–195
Мајкл Фарадеј је објаснио електромагнетну индукцију користећи концепт који је назвао линије силе. Међутим, тадашњи научници су увелико одбацивали његове теоријске идеје, углавном зато што нису биле математички формулисане.‍:510 Изузетак је био Џејмс Клерк Максвел, који је 1861–62 користио Фарадејеве идеје као основу своје квантитативне електромагнетне теорије.‍:510 У Максвеловим радовима временски променљиви аспект електромагнетне индукције изражен је као диференцијална једначина коју је Оливер Хевисајд назвао Фарадејевим законом, иако се разликује од оригиналне верзије Фарадејевог закона, и не описује покретну електромагнетну силу. Хевисајдова верзија (погледајте Максвел–Фарадејову једначину испод) је облик који је данас препознат у групи једначина познатих као Максвелове једначине.
Ленцов закон, који је формулисао Емил Ленц 1834. године, описује „флукс кроз коло” и даје смер индуковане електромагнетне силе и струје настале услед електромагнетне индукције (разрађено у доњим примерима).

## Фарадејeв закон
Најраширенија верзија Фарадаиевог закона наводи:
Електромоторна сила око затворене путање једнака је негативној временској брзини промене магнетног флукса који је омеђен стазом.

### Математички исказ
За петљу жице у магнетном пољу, магнетни флукс ΦB је дефинисан за било коју површину Σ чија је граница дата петљом. Пошто је могуће да се жичана петља креће, за површину се пише Σ(t). Магнетски ток је површински интеграл:
{\displaystyle \Phi _{B}=\iint \limits _{\Sigma (t)}\mathbf {B} (t)\cdot \mathrm {d} \mathbf {A} \,,}
где је dA елемент покретне површине Σ(t), B је магнетно поље, а B·dA је скаларни производ вектора који представља елемент флукса кроз dA. Визуелно гледано, магнетни флукс кроз жичану петљу сразмеран је броју линија магнетног поља које пролазе кроз петљу.
Када се флукс промени - због промене B, или због померања или деформације жичане петље, или оба - Фарадејев закон индукције наводи да жичана петља добија ЕМС, дефинисану као енергију доступну из јединичног набоја који је једном путовао око жичане петље.‍:ch17 (Неки извори наводе дефиницију другачије. Овај израз је изабран ради компатибилности са једначинама специјалне релативности.) Еквивалентно, то је напон који би се мерио пресецањем жица за стварање отвореног кола, и причвршћеног волтметра на електроде.
Фарадејев закон наводи да је ЕМС такође одређена брзином промене магнетног флукса:
{\displaystyle {\mathcal {E}}=-{\frac {\mathrm {d} \Phi _{B}}{\mathrm {d} t}},}
где је {\displaystyle {\mathcal {E}}} електромоторна сила (ЕМС) а ΦB је магнетски флукс.
Смер електромоторне силе дат је Ленцовим законом.
Законе индукције електричних струја у математичком облику установио је Франц Ернст Нојман 1845.